# SN 1998S
SN 1998S是一颗位于NGC 3877的超新星，它是一颗II型超新星。